# Йи (кана)
𛀆 в хирагане и 𛄠 в катакане — символы японской каны, используемые для записи ровно одной моры, но никогда не использовавшиися на официальном уровне.

## История
Предполагается, что 𛀆 обозначал звук [йи]. Наряду с 𛄟 и 𛀁 (ву и е соответственно), слог йи официально не входил в кану, поскольку эти слоги не встречаются в родных японских словах; однако в период Мэйдзи лингвисты почти единогласно приняли решение о добавлении знаков каны для обозначения йи, е и ву.

## Коды символов вкодировках
- Юникод
  - 𛀆: U+1B006
  - 𛄠: U+1B120